# Treitschkendia
Treitschkendia là một chi bướm đêm thuộc họ Noctuidae.